# Hackerspace

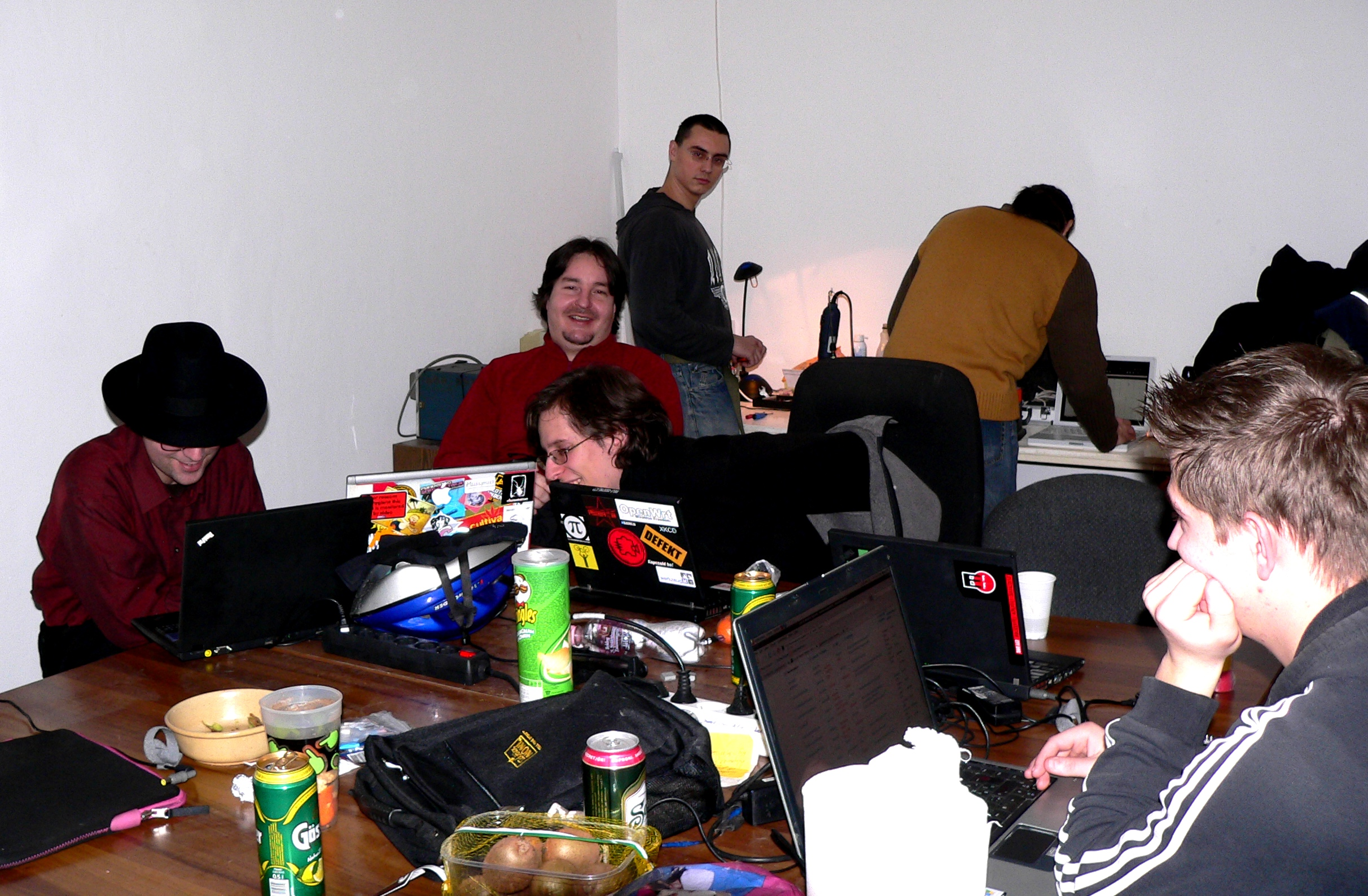
Életkép a H.A.C.K. budapesti hackerspace-ből

A hackerspace (az angol hacker és tér szavakból) egy olyan közösség által működtetett fizikai (azaz nem virtuális) tér, ahol a tudomány, a technika vagy a digitális vagy elektronikus művészet iránt érdeklődők összejöhetnek, ismerkedhetnek és együtt dolgozhatnak.
A hackerspace koncepció alapján több száz kreatív műhely működik sikeresen a világban. Bár a hacker kifejezés használata azt sugallhatja, hogy ezekben a műhelyekben fókusz az informatikai biztonságon van, azonban legtöbb hasonló intézményben a biokutatásokon át egészen a rakétakísérletekig minden bütykölhető dolgot megpiszkálnak. A koncepció merít az elmúlt évek szabad szoftveres fejlesztő-közösségek működési mintáiból. Ezek az online fejlesztői csoportok önkéntesen szerveződtek és dolgoztak olyan célokért mint a Linux, az Apache webszerver és több tízezer egyéb szoftveres megoldás. A sikeres külföldi példák azt mutatják, hogy ezen alapelvek mentén a valódi világban is működő, produktív és kreatív munka tud folyni.

## Működés
A hackerspace-ek rendszerint klubszerűen üzemelnek, a tagok bevételeiből fizetik a bérletet és az eszközöket, és a közös munka és beszélgetés mellett előadásoknak és különféle játékoknak is helyt adnak. A legfontosabb alapelvek:
- függetlenség
- fenntarthatóság
- önkéntesség
- meritokrácia
- innováció
- transzparencia
- nyitottság

Egy hackerspace-nek két fontos szereplője van: az állandó hely és a közösség. A közösség fenntartja és használja a helyet. A közösség a hely fenntartásán túl további közös és megosztott erőforrásokra is szert tehet, ilyenek a közös szerszámok, eszközök, tudás, infrastruktúra, szolgáltatások. Jó példa erre egy drágább rapid prototyping eszköz, mint pl. egy 3D nyomtató.
A leghíresebb hackerspace-ek a Chaos Computer Club helyszínei (például a kölni C4), a berlini c-base, a bécsi Metalab, a Seattle-i HackerbotLabs, a Washington DC-i HacDC, a New York-i NYC Resistor, a San Franciscó-i Noisebridge, a ljubljanai Cyberpipe és a Kansas City-i The Cowtown Computer Congress. Budapesten 2009 decembere óta működik a Független Magyar Tudásközpont (H.A.C.K.), mely az első magyar hackerspace-nek tekinthető. Előtte a két hackerspace-hez legközelebb álló hely a Nextlab és a KIBU volt.

### Zene
Néhány hackerspace kifejezetten a zenére fókuszál, például a Music Hackspace (London), a Music Hackspace Dublin, a CPH Music Maker Space (Koppenhága), a Ljudmila (Ljubljana) és a Radiona (Zágráb).

## Külső hivatkozások
- Hackerspace wiki Archiválva 2013. augusztus 12-i dátummal a Wayback Machine-ben
- Szedlák Ádám: Lézert bütykölnek a modern hackerek, 2009. január 9. (Hozzáférés: 2009. május 20.)
- Független Magyar Tudásközpont (H.A.C.K.)
- H.A.C.K. a TEDxYouth@Budapest-en
- Nextlab
- Kitchen Budapest Archiválva 2009. február 15-i dátummal a Wayback Machine-ben
- c-base